# Stepps
Stepps is een plaats in het Schotse bestuurlijke gebied North Lanarkshire, net ten oosten van Glasgow, en telt 7700 inwoners. Stepps bestaat uit Stepps Village, Cardowan, Stepps Hill en Millerston. Door de goede voorzieningen en reisverbindingen is Stepps een forensenplaats voor mensen die werken in de grotere plaatsen Glasgow, Edinburgh, Falkirk en Stirling.
Stepps heeft een station aan de Cumbernauld Line tussen Glasgow en Falkirk. Door de plaats loopt de A80 die de verbinding vormt met Glasgow, Muirhead en Moodiesburn. Via de A806 is Stepps aangesloten op de M80, de snelweg tussen Glasgow, Cumbernauld en Stirling.